# 荣威e50
荣威E50是一款纯电动轿车，由中国汽车制造商荣威生产。
E50最初作为一款概念车在2012年北京国际汽车展推出。 2012年11月，上汽集团正式生产量产版荣威e50。

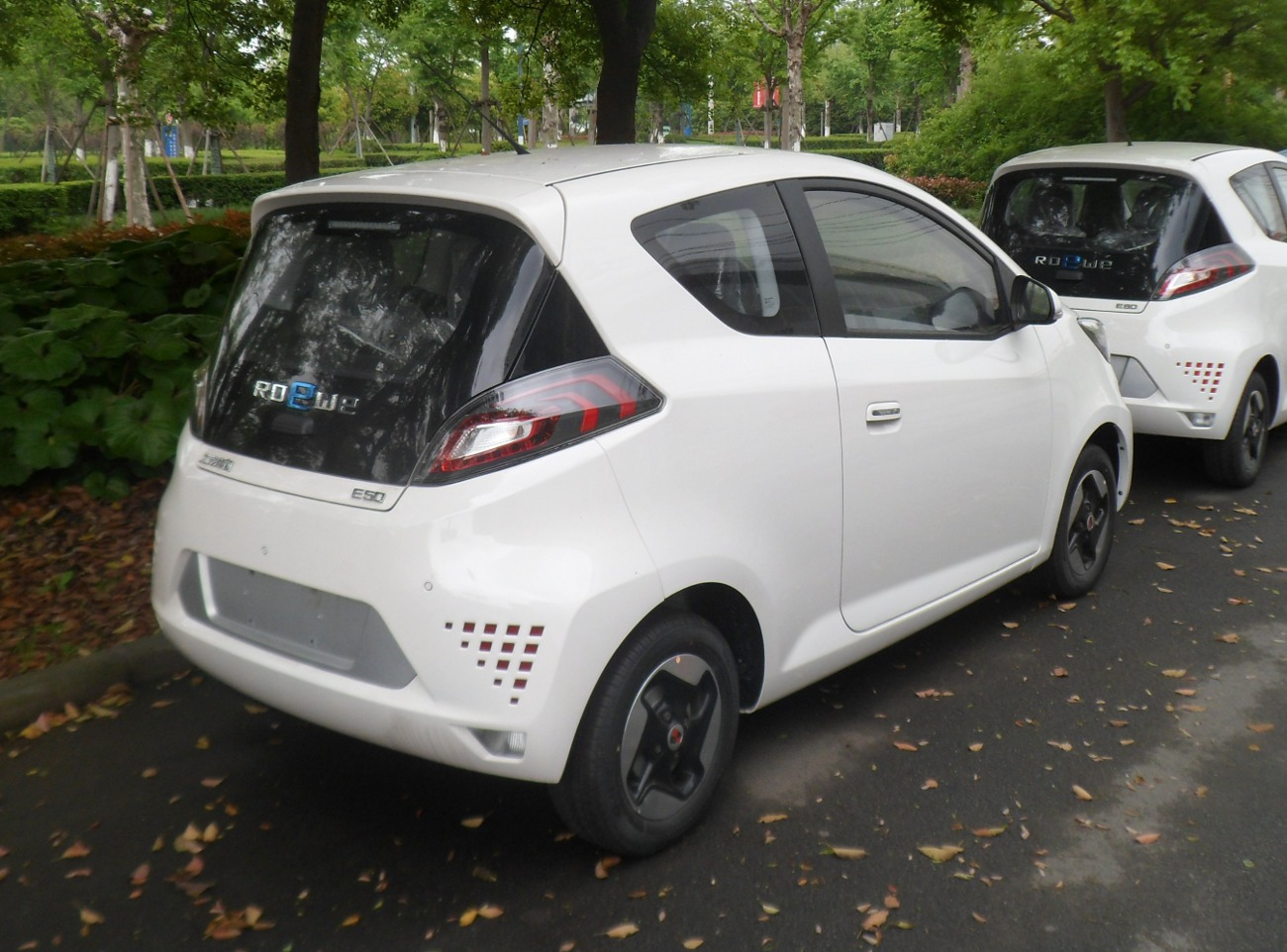
荣威e50后部

E50有一个47千瓦电机和由A123系统提供的18千瓦时电池组，续航里程达180 km（110 mi），最高时速达到 120 km/h（75 mph）。E50使用多种由赢创工业提供的轻质材料，以减少能源消耗。本车起售价为18.89万人民币（国家补贴前价格）。上汽集团目标在该车上市第一年内销售1000台e50。
上海地区的零售在2013年1月开始。 e50可享受国家及上海地方对纯电动汽车的补贴总计10万人民币，并且还可免于城市的 许可证板的费用，并且还可获得一张免费上海牌照额度，但纯电动汽车牌照不可转让。 这些措施使e50价格更具竞争力。